# 膿痂疹
膿痂疹（Impetigo）是涉及表層皮膚的細菌感染，常見臉、手臂或是腳上出現淡黃色痂皮，發生在腹股溝和腋窩的大型水泡較少見。病灶可能有疼痛或是搔癢感，不常引起發燒。
膿痂疹通常由金黃色葡萄球菌或化膿性鏈球菌感染所引起。其風險因子包含參與日間照護、擁擠環境、營養不良、糖尿病、接觸式運動、皮膚破損，如蚊蟲叮咬、皮膚炎、疥瘡和皰疹。膿痂疹可以經接觸傳染。通常由其症狀進行診斷。
膿痂疹的預防方式包含洗手、避免接觸感染者、清潔傷口。通常使用莫匹羅星、夫西地酸等抗生素治療 。大範圍感染時，可能會給予口服的抗生素如頭孢氨苄，然而，曾有抗生素抗藥性的紀錄。
在2010年，膿痂疹影響約一億四千萬的人口（約是世界人口總數的2%）， 膿痂疹可以發生於各個年齡層，但好發於幼童，在某些地方又被稱為學校瘡（school sores）。若不經治療，大部分的人可以在三週內好轉。可能發生的併發症包含蜂窩性組織炎和鏈球菌感染後腎小球腎炎 。膿痂疹的英文為Impetigo，源自於拉丁文的impetere，意為「攻擊」。

## 外部連結
- 中的“膿痂疹”
- Impetigo and Ecthyma 来自默克诊疗手册专业版